# Jaime, Príncipe Herdeiro do Mónaco
Jaime Honorato Rainier Grimaldi (em francês:  Jacques Honoré Rainier; Mónaco, 10 de dezembro de 2014) é o príncipe herdeiro do trono do Principado do Mónaco. Ele é filho caçula legítimo do príncipe soberano Alberto II de Mônaco e da sua mulher, a zimbabueana Charlene Wittstock. Apesar de a sua irmã gêmea, a princesa Gabriela, ter nascido dois minutos antes dele, Jaime ainda é o primeiro na linha de sucessão ao trono monegasco, devido a preferência masculina.

## Nascimento e batismo
Um dos gêmeos dizigóticos do príncipe soberano Alberto II de Mônaco e da sua mulher, a zimbabueana Charlene Wittstock, o príncipe Jaime nasceu dois minutos após a sua irmã maior, a princesa Gabriela. Em 21 de novembro de 2014, o Palácio do Príncipe de Mônaco anunciou que a seu nascimento, independentemente do sexo, cada gêmeo nascido teria direito a uma saudação de 21 armas. Além disso, o dia foi declarado feriado público para marcar o evento.  O príncipe nasceu no Centro Hospitalar Princesa Grace às 17h06.
No dia 10 de maio de 2015, Jaime e sua irmã foram batizados, em Mônaco, após uma salva de canhão anunciar a saída dos gêmeos do Palácio do Príncipe de Mônaco em direção à catedral. Estiveram presentes vários membros da família principesca monegasca, entre eles as princesas Carolina e Stéphanie. Os seus padrinhos são: o estadunidense Christopher Le Vine Jr (primo materno de seu pai; via Grace Kelly) e a portuguesa Diana de Polignac Nigra (neta de Thérèse de Polignac, sobrinha de Pierre de Polignac, prima de Rainier do Mónaco; e prima de Albert).
A cerimônia decorreu na Catedral São Nicolau de Mónaco, perante cerca de 700 convidados, às 10h30min da manhã.

## Aparições públicas
Jaime e sua irmã, princesa Gabriela de Mônaco, são presença constante nos eventos festivos da família principesca monegasca, desde pequenos. Além disso, os seus pais procuram fazer com que tenham uma "criação" o mais normal possível, mediante as suas situações como príncipes de Mónaco.
Em dezembro de 2015, quando completaram 1 ano de idade, a Casa de Grimaldi fez questão de divulgar em sua página oficial no Facebook com os monegascos, as fotos oficiais inéditas dos gêmeos compartilhando o bolo de aniversário.

## Títulos, armas e honras

### Título
- 10 de dezembro de 2014 - presente: Sua Alteza Sereníssima o Príncipe Jaime, Príncipe Herdeiro de Mónaco, Marquês de Baux.

De acordo com os anúncios do atual príncipe soberano Alberto II de Mônaco, o herdeiro carrega os títulos de "Príncipe herdeiro de Mônaco" e de "Marquês de Baux", e ainda o tratamento de "Sua Alteza Sereníssima".

### Armas
Cônicos em argenta  e gules em três fileiras de cinco peças. São as armas da Casa de Grimaldi.